# タチアナ・ベリャーエワ
タチアナ・ベリャーエワ（Tatyana Belyaeva　1971年10月2日- ）はウクライナの柔道選手。階級は72kg級。身長168cm。

## 人物
1994年のグッドウィルゲームズ72kg級で3位になると、世界学生では2位に入った。1995年の世界選手権では銅メダルを獲得した。しかし、1996年のアトランタオリンピックでは5位に終わりメダルを獲得できなかった。

## 主な戦績
- 1994年 - グッドウィルゲームズ　3位
- 1994年 - 世界学生　2位
- 1995年 - 世界選手権　3位
- 1996年 - アトランタオリンピック　5位
- 1997年 - フランス国際　2位